# Rasters
Rasters was een quiz op de Belgische televisiezender VIER, bedacht en gepresenteerd door Steven Van Herreweghe, waarbij de deelnemers met een tablet juiste antwoorden aanklikken. De quiz wordt omschreven als ‘een quiz voor de gewone man'.

## Uitzending
De opnames startten op 22 januari 2013. Het programma draaide vanaf 28 januari en was elke weekdag te zien op VIER. De uitzendingen van het eerste seizoen liepen tot 31 mei 2013.
Het programma startte met ongeveer 200.000 kijkers maar zakte dan weg tot ongeveer 100.000 kijkers met uitschieters tot rond de 150.000 kijkers en dieptepunten tot rond de 40.000 kijkers.
Op vrijdag 7 juni 2013 werd beslist dat het programma niet meer zou terugkomen op VIER. De reden waren de lage kijkcijfers door de zware concurrentie op het tijdstip. De herhalingen werden slechts bekeken door 20.000 mensen. VIER werkt ondertussen aan een nieuw spelprogramma.

## Spelverloop

### Blootleggen ronde
De deelnemers proberen om het snelst af te drukken. De snelste krijgt een vraag van Van Herreweghe te horen.  Als de vraag correct beantwoord werd, dan mag men een hokje aanklikken. Achter een hokje zit oftewel een foto of een puntenvreter (die de verdiende 20 punten zal wegvreten). Er zijn maar 5 antwoorden op de vragen, die 5 antwoorden zijn ook 5 foto's. Na een antwoord, zoekt de kandidaat de foto van het antwoord. Daarvoor krijg je 50 punten. In het raster zit ook een speurhond, die de foto van het antwoord direct zoekt.

### Wegklikken-ronde
In deze ronde krijgen de deelnemers elk een raster voorgeschoteld met 9 foto's. Van Herreweghe geeft tips zodat de kandidaat foto's kan wegklikken. Na de vierde tip, heeft de kandidaat nog keuze tussen 2 of 3 foto's om dan het juiste te raden.  Elke stap is 20 punten waard, als de laatst overgebleven foto ook correct is, dan verdient men 50 punten extra.

### Kipkapronde
'Het kortetermijngeheugen is in staat om 7 zaken te onthouden'. Zo krijgen de deelnemers 10 beelden (foto's en filmpjes) door elkaar te zien. Nadien moeten ze elk om beurt één ding zeggen wat ze gezien hebben. De eerste 7 goede antwoorden zijn 20 punten waard, het 8ste 30, het 9e 40 en de tiende zelfs 50 punten.

### Linkenronde
In de laatste ronde (ronde voor de finale) krijgen de deelnemers een rooster te zien van 3 op 4. Dit raster zit vol met vragen. Als de vraag juist beantwoord wordt, dan krijgt men de foto te zien. Aan de hand van die foto's  kunnen de deelnemers een 'link' tussen 3 foto's vinden (horizontaal, verticaal en diagonaal). Een goed geraden link is 50 punten waard, gewone antwoorden 30. In het raster zitten ook nog 3 speciale figuren (elke aflevering een andere), die de beurt aan de andere geven, indien je er op klikt. De winnaar aan het eind van de ronde (met de meeste punten), mag naar de finale.

### Finale
De winnaar maakt kans op prijzen. Om prijzen te winnen, moet men de finale winnen. Je kan er voor opteren om nog eens terug te komen, maar dan geen prijs te krijgen, om betere prijzen te winnen indien men nog eens de finale wint.
De finale bestaat uit 4 vragen. Per fout antwoord komen er twee nieuwe vragen bij. De laatste vraag gaat over de foto die men al vanaf het begin ziet.

## Prijzen
In Rasters is er een 'tastbare' prijzenkast, zoals een butler voor een weekend, maar bijvoorbeeld ook een jaar lang gratis tanken, een karretje vol in de speelgoedwinkel of een op maat gemaakte fiets.